# UltraTech Cement
UltraTech Cement Limited ist ein indisches multinationales Zementunternehmen mit Sitz in Mumbai. Es ist der größte Hersteller von Grauzement, Transportbeton (RMC) und Weißzement in Indien und der fünftgrößte weltweit mit einer installierten Kapazität von 152,70 Millionen Tonnen pro Jahr und einem Verkaufsvolumen von 119 Millionen Tonnen pro Jahr. Es gehört mehrheitlich zu Grasim Industries, welche wiederum zur Aditya Birla Group gehört.

## Geschichte
Die Ursprünge von UltraTech Cement reichen bis ins Jahr 1983 zurück, als das Unternehmen als Zementsparte von Larsen & Toubro (L&T) unter der Marke „L&T Cement“ gegründet wurde. Im Jahr 2000 beschloss L&T, sein Zementgeschäft zu verkaufen und gründete eine hundertprozentige Tochtergesellschaft zur Unterbringung der Zementanlagen.
Im Jahr 2001 verkaufte Reliance Industries seinen gesamten 10-prozentigen Anteil an L&T an Grasim Industries. L&T war damals der größte Zementhersteller Indiens, Grasim der drittgrößte. Im Jahr 2002 erhöhte Grasim seinen Anteil an L&T auf 15 %, und sein Versuch, ein öffentliches Übernahmeangebot für weitere 20 % zu unterbreiten, wurde von der SEBI wegen eines möglichen Verstoßes gegen die Übernahmevorschriften ausgesetzt.
Im Jahr 2003 kündigte L&T die Ausgliederung des Zementgeschäfts in ein Unternehmen namens UltraTech CemCo an. Im Rahmen des Abspaltungsplans erklärte sich Grasim bereit, einen Anteil von 8,5 % an UltraTech CemCo von L&T zu erwerben, ein öffentliches Angebot für den Erwerb weiterer 30 % abzugeben und seinen 15-prozentigen Anteil an L&T (Rest-Engineering-Unternehmen) an die L&T Employees Welfare Foundation zu übertragen. Der Deal wurde 2004 abgeschlossen, wobei Grasim mit seinem 51-prozentigen Anteil die Managementkontrolle über UltraTech CemCo (später umbenannt in UltraTech Cement) erlangte, während L&T einen Anteil von 11,5 % behielt.